# Levet
Levet to miejscowość i gmina we Francji, w Regionie Centralnym, w departamencie Cher.
Według danych na rok 1990 gminę zamieszkiwały 1342 osoby, a gęstość zaludnienia wynosiła 52 osoby/km² (wśród 1842 gmin Regionu Centralnego Levet plasuje się na 296. miejscu pod względem liczby ludności, natomiast pod względem powierzchni na miejscu 468.).